# La Théorie Gaïa
La Théorie Gaïa est un roman thriller de Maxime Chattam publié en 2008. Évoquant dans son titre et dans le récit les « théories Gaïa », il est le troisième et dernier volume du « Cycle de l'Homme et de la Vérité », commencé par Les Arcanes du chaos (2006) et poursuivi par Prédateurs (2007).

## Description
Le roman développe les aventures d'un couple de scientifiques, Peter et Emma DeVonck, embauchés par un haut responsable de l'Union européenne pour enquêter sur les activités d'une société commerciale, la GÉRIC, en Polynésie et au Pic du midi. Emma est donc envoyée aux îles Marquises et, aidée de Tim, le marin qui l'a amenée en bateau, fait une macabre découverte : les habitants des deux villages de la petite île de Fatu Hiva sur laquelle ils ont accosté ont été massacrés. Pendant ce temps, à l'observatoire du Pic du Midi, son mari Peter et son frère Benjamin enquêtent sur les activités d'un groupe de savants dirigés par un homme, David Grohm, dont on ignore le rôle exact et les buts. Emma, Tim, Peter et Ben vont découvrir que les recherches scientifiques de la société GÉRIC concernent les tueurs en série, le tout sur fond de conflit entre les services secrets français et allemands.

## Principaux personnages
- En Polynésie
  - Emmanuelle (« Emma ») DeVonck :  paléoanthropologue, épouse de Peter DeVonck.
  - Timothée (« Tim ») Clemant : marin.
  - Oscar Lionfa : un des rescapés d'Hanavave.
  - Mathilde et Olivier : deux enfants d'Hanavave.
  - Jean-Louis Mongowitz : scientifique.

- Au Pic du Midi
  - Peter DeVonck : biologiste et généticien, mari d'Emma DeVonck.
  - Benjamin (« Ben ») Clarin : sociologue, frère d'Emma DeVonck.
  - François Gerland : haut fonctionnaire de l'Union européenne.
  - David Grohm : personnage ambigu, il est responsable du site de l'observatoire du Pic du Midi.
  - Quatre agents de sécurité au Pic du Midi sous la direction de David Grohm.
  - Mattias, Jacques Frégent, Cédric, Paul, Fanny, Myriam, Georges Scoletti, Louis Estevenard : chercheurs au Pic du Midi.

- À Paris
  - François DuBreuil : responsable de la GÉRIC.
  - Lauren DuBreuil : épouse de François DuBreuil.
  - Fabien : agent de la GÉRIC, adjoint de François DuBreuil.
  - M. Le Moll : avocat et homme politique, retrouvé suicidé.

## Résumé
Le roman est composé de 66 chapitres, suivis d'un court épilogue.
- Mise en place de l'intrigue

Peter DeVonck est biologiste et généticien ; son épouse Emma DeVonck est paléoanthropologue. Ils sont contactés par François Gerland, un haut fonctionnaire de l'Union européenne. Il leur apprend qu'un dénommé Le Moll, avocat et homme politique, a été retrouvé suicidé. Dans ses papiers, on a retrouvé les preuves d'importants détournements de fonds au détriment de l'Union européenne. Ces détournements de fonds sont en lien avec l’activité d'une société commerciale, la GÉRIC. Et cette société est en lien avec une petite île de la Polynésie française et avec l'observatoire du Pic du midi. Les noms des deux scientifiques ayant été retrouvés dans les papiers du défunt, accepteraient-ils d’aider Gerland pour faire la lumière sur les mystérieuses activités de Le Moll et de la GÉRIC ? 
Après réflexion, Peter et Emma DeVonck acceptent de l'aider. Emma est donc envoyée aux îles Marquises en Polynésie française, tandis que son mari Peter et son frère Benjamin se rendent à l'observatoire du Pic du Midi.
Dans la suite du roman, l'auteur fait alterner les chapitres évoquant les aventures d'Emma en Polynésie et celles de Peter et Ben à l'observatoire du Pic du Midi.
- Aventures à l'observatoire du Pic du Midi

Gerland, Peter et Ben arrivent à l'observatoire et y découvrent un univers clos, composé de David Grohm, responsable du site, de plusieurs gardes qui lui sont rattachés et d'un groupe d'astronomes. On a du mal à comprendre le rôle exact de Grohm et ses buts réels. Peter et Ben se mettent à enquêter. Si le groupe des astronomes ne semble pas poser problème, il en est autrement de Grohm. Deux jours après leur arrivée, l'un des astronomes, Georges Scoletti tente d'entrer en contact avec Peter. Il lui parle de la « Théorie Gaïa », véritable but de recherche de Grohm, qui a entreposé les archives de la GÉRIC dans les caves de l'observatoire. Le lendemain, Georges Scoletti est retrouvé mort : il s'est apparemment suicidé par pendaison. Peter et Ben n’excluent pas l'hypothèse (crédible) du meurtre.
La suite de leur enquête leur révèle que des gardes de Grohm font partie du 1er RPIMa, fer de lance de la DGSE. Grohm serait-il en lien avec les services secrets français ?
De fil en aiguille, Peter et Ben mettent au jour des caisses d'explosifs contenant du C-4 mais surtout les archives secrètes de la GÉRIC : cette société a organisé et financé des recherches sur les tueurs en série. Elle a même organisé l'enlèvement d'une trentaine de tueurs en série et les a placés en observation sur l'île polynésienne Fatu Hiva, là même où Emma vient de se rendre !
Ben tombe sous le charme de l'une des scientifiques de l'équipe, la jeune et belle Fanny.
La suite de l'enquête montre que le site de l'observatoire du Pic du Midi est un lieu d'affrontement feutré entre les services secrets français (DGSE) et les services secrets allemands (BND).
- Aventures en Polynésie

Après vingt heures de voyage en avion, Emma a pris place à bord d'un bateau piloté par le marin Tim Clemant. En raison de la tempête tropicale, le bateau s'échoue sur un banc de sable. Débarquant à Omoa, l'un des deux villages de l'île Fatu Hiva, Emma découvre avec stupéfaction que les habitants ont déserté la localité. Peu de temps après, Tim et elle constatent que les habitants ont été en réalité massacrés à l’aide d'armes à feu et d'armes blanches, que ce soit à leur domicile, dans l'église ou dans la rue. Des traces de sang sont partout visibles. Des dizaines de cadavres ont été immergés et sont visibles dans l'eau de la rade du village. On ignore qui a commis le massacre : des êtres humains ? des animaux enragés ? La première nuit dans l'île se passe dans la peur et le stress.
Le lendemain, le duo fait des recherches qui se révèlent vaines : il n'y a aucun survivant et tout démontre que l’attaque et le massacre ont été soudains et brutaux. Ils décident de se rendre à pied à Hanavave, l’autre localité de l'île. Tim se munit prudemment de son fusil à pompe. Lorsqu'ils arrivent à Hanavave, le spectacle est le même : les habitants ont aussi été tous massacrés. Ils rencontrent néanmoins un survivant, Oscar, qui a été témoin de la mise à mort de sa femme et de sa fille. Rendu à moitié fou par la douleur, l'homme est déboussolé et n’est d'aucune aide, si ce n'est qu'il indique l'endroit d'où venaient les « démons » responsables du massacre. Le lendemain matin, Oscar fait des appels de lumière avec sa lampe torche en direction de la forêt pour signaler aux « démons » l’arrivée d'Emma et Tim. Ces derniers quittent précipitamment les lieux. Bien leur en prend car les « démons » s'emparent d'Oscar.
Emma et Tim décident de se rendre au lieu indiqué par Oscar, apparemment une sorte de camp retranché faisant office de caserne et de prison. Ils pénètrent dans le camp qui, comme un écriteau l'indique, est une parcelle appartenant à la société GÉRIC. À l'intérieur sont retenus plusieurs dizaines de prisonniers (des habitants de l'île). Dans un mouvement non prémédité, Emma libère deux enfants promis à des tortures. Tim, Emma et les deux enfants (Mathilde et Olivier) quittent les lieux. Ils se rendent  dans le massif montagneux situé à quelques kilomètres de là. Ils arrivent en fin d'après-midi dans une grotte, où se trouvent des villageois rescapés des massacres qui y ont trouvé refuge. Emma y rencontre son « contact » sur l'île, Jean-Louis Mongowitz, qui devait lui parler de la GÉRIC. Mais en pleine nuit, des bruits suspects incitent Tim et Emma à proposer aux réfugiés de quitter immédiatement la grotte. Les réfugiés refusent ; Emma, Tim, Mongowitz et les enfants décident de retourner à Omoa. Plus tard, des hurlements dans la nuit leur révèlent que la grotte a été découverte par les « démons » et que les pauvres gens qui y avaient trouvé refuge sont tombés entre leurs mains.
Le petit groupe arrive à Omoa dans la matinée. Tim et Mongowitz décident de réparer le bateau. Emma et les enfants vont se reposer dans une maison du village. Plus tard, deux gendarmes arrivent sur les lieux. Ne se méfiant pas, Emma s'approchent d'eux, avant de réaliser qu'il s'agit en fait de deux « démons ». Ils assomment Emma et s'emparent des deux enfants. Plus tard, Emma se réveille. Tim et Jean-Louis Mongowitz l'ont retrouvée assommée et l'ont soignée. Un conseil de guerre se tient : faut-il aller à la recherche des enfants, quitte à se faire prendre par les « démons », ou les abandonner à leur sort ? La décision est prise de ne pas les récupérer et de partir le lendemain avec le bateau. En fin de soirée, pendant que Tim et Jean-Louis dorment, Emma décide de retourner au camp de la GERIC pour délivrer les enfants. Elle est rejointe par Jean-Louis qui avait deviné qu'elle ne les abandonnerait pas. Se faufilant dans la jungle, ils reviennent au camp, y découvrent des armes, tuent deux « démons » et délivrent les enfants. Ils retournent alors à Omoa. Tim les a attendus.
Emma, Tim, Jean-Louis, Mathilde et Olivier quittent l'île meurtrière à bord du bateau de Tim. Alors qu'ils sont à quelques kilomètres du rivage, des bombes incendiaires explosent, détruisant Omoa, Hanavave et le camp-prison de la GÉRIC.
- Pendant ce temps à Paris

Pendant ces quelques jours, François DuBreuil, à l'origine de la création et de l'exploitation de la GÉRIC, est informé quotidiennement de l'évolution des événements survenus tant à l'observatoire du Pic du Midi qu'en Polynésie. Il connaît les buts poursuivis par la GÉRIC et les a lui-même définis et mis en œuvre. Il ordonne à son adjoint, Fabien, de « faire le ménage », que ce soit à Fatu Hiva (dont il a perdu tout contrôle depuis quelques jours) ou à l'observatoire. C'est DuBreuil qui a ordonné le lancement de plusieurs bombes incendiaires sur l'île afin de faire disparaître toutes les traces des activités des services secrets français.
Il apparaît aussi que François DuBreuil fait partie de la DGSE et que ce sont les services secrets français qui sont à l'origine de la création de la GÉRIC. Cette dernière ne correspond pas à l'acronyme « Groupement d'Études et de Recherche pour l'Innovation Cosmétique » mais à « Gènes, Évolution et Recherche des Instincts du Comportement ». La GÉRIC avait créée avec l'aide des services secrets allemands, mais ces derniers n'avaient pas été étroitement associés aux recherches, d'où un conflit DGSE/BND.
- Dénouement et révélations finales

Le dernier jour des aventures des protagonistes, une odeur de gaz se répand à l'observatoire du Pic du Midi. Gerland et Grohm ordonnent l'évacuation du site. Peter et Ben se rendent compte que les caisses d'explosifs qu'ils avaient découvertes sont vides : l'observatoire va être détruit pour faire disparaître toutes les preuves concernant les activités de la GÉRIC. Peter refuse de prendre le téléphérique, qui pourrait s'écraser « par malchance » dans la vallée, tuant tous ses occupants qui sont autant de témoins gênants. Gerland et Grohm sont dépassés par les événements. Stéphane, l'un des gardes de Gerland, « prend le pouvoir », aidé par Fanny, l'une des astronomes de l'équipe. Une fusillade a lieu, au cours de laquelle Grohm est mortellement touché, tandis que Peter et Ben s'enfuient dans l'observatoire. Ils parviennent à quitter l'observatoire en prenant une sortie sur le pic qui n'est pas trop pentue. Poursuivis par les agents secrets, Peter et Ben parviennent à regagner La Mongie tandis que leurs poursuivants sont pris dans une avalanche.
Pendant ce temps, Emma vit des heures d'angoisse. Une révélation finale a lieu : Tim n'était pas le gentil et courageux marin qu'elle croyait être, mais un sanguinaire tueur en série qui avait tué et pris la place du vrai Tim. Depuis le début, elle était accompagnée d'un psychopathe qui attendait son heure. Dans le bateau, il a tué Jean-Louis Mongowitz et ligoté les enfants. Il ordonne à Emma de se déshabiller afin de pouvoir la violer. Emma s'exécute sous la contrainte, et alors qu'il est sur elle dans le but de profiter d'elle, le jeune Olivier s'est détaché, s'est emparé du fusil-harpon de Tim et le tue en projetant un harpon dans sa gorge.
Emma, Peter et Ben découvrent en fin de compte les recherches opérées par la GÉRIC. Les services secrets français et allemands avaient découvert une augmentation évidente du nombre de tueurs en série depuis les dernières décennies. Quelle en était la cause ? Des études menées par des anthropologues et des sociologues tendaient à laisser penser que l'être humain, malgré le vernis de civilisation dont il s'est doté depuis quelques centaines d'années, est gouverné par ses gênes. Or la génétique ne ment pas : si l'être humain est devenu le maître et possesseur de la Terre et de la Nature, c'est parce qu’il est plus agressif et plus organisé que les autres animaux. Hyper-adapté sur une planète où le plus fort gagne, ses gênes liés à l'agressivité et à la violence sont contenus, voire bridés, par la civilisation. Or les tueurs nés, les psychopathes, les sociopathes, les tueurs en série, n'ont pas leur instinct bridé par la civilisation. La question était donc de savoir si les psychopathes allaient pouvoir être maintenus sous contrôle, ou alors si on allait vers une situation où de plus en plus d'êtres humains montreraient leur vraie nature liée à la violence ou à l'agressivité. Les services secrets étaient parvenus à faire échapper de prisons ou de centres psychiatriques des détenus considérés comme psychopathes ou tueurs en série afin de les observer. Ils avaient été transportés au camp-prison de Fatu Hiva dans le cadre d'une observation médicale et d'administration de médicaments. Des traitements violents avaient été faits sur leur personne. Néanmoins une révolte de ces prisonniers avait eu lieu : les prisonniers, devenus libres, avaient massacré leurs gardiens avant de se venger sur la population locale de l'île, que ce soit à Omoa ou à Hanavave. Le faux Tim était l'un d'eux.
Dans l'épilogue du roman, on apprend que François DuBreuil, responsable de la mise en œuvre de toute cette opération, était depuis des années surveillé par sa propre épouse, Lauren DuBreuil, qui est en réalité un agent des services secrets allemands. Ces derniers savaient donc tout ce qu'il y avait à savoir sur les activités de la GÉRIC.

## Éditions
- Éditions imprimées
  - Maxime Chattam, La Théorie Gaïa, Paris, Albin Michel, 30 avril 2008, 405 p. (ISBN 978-2-226-18643-0, BNF 41247339).
  - Maxime Chattam, La Théorie Gaïa, Paris, Pocket n°13911, 2010, 500 p. (ISBN 978-2-266-18942-2).

- Livre audio
  - Maxime Chattam (auteur) et Laurent Jacquet (narrateur), La Théorie Gaïa : (texte intégral suivi d'un entretien exclusif de 45 min avec l'auteur), Paris, Audiolib, 11 juin 2008 (ISBN 978-2-35641-028-3, BNF 41278259)Support : 2 CD audio ; durée : 13 h 34 min environ ; suivi d'un entretien de 25 minutes avec Maxime Chattam ; référence éditeur : Audiolib 25 0029 6.

## Autour du roman
Le roman présente à deux reprises des extraits du blog de Kamel Nasir, un auteur (fictif) qui avait déjà été évoqué dans les deux précédents romans de la trilogie, Les Arcanes du chaos (2006) et Prédateurs (2007).

## Photographies en lien avec le roman

Carte géographique de l'île Fatu Hiva.
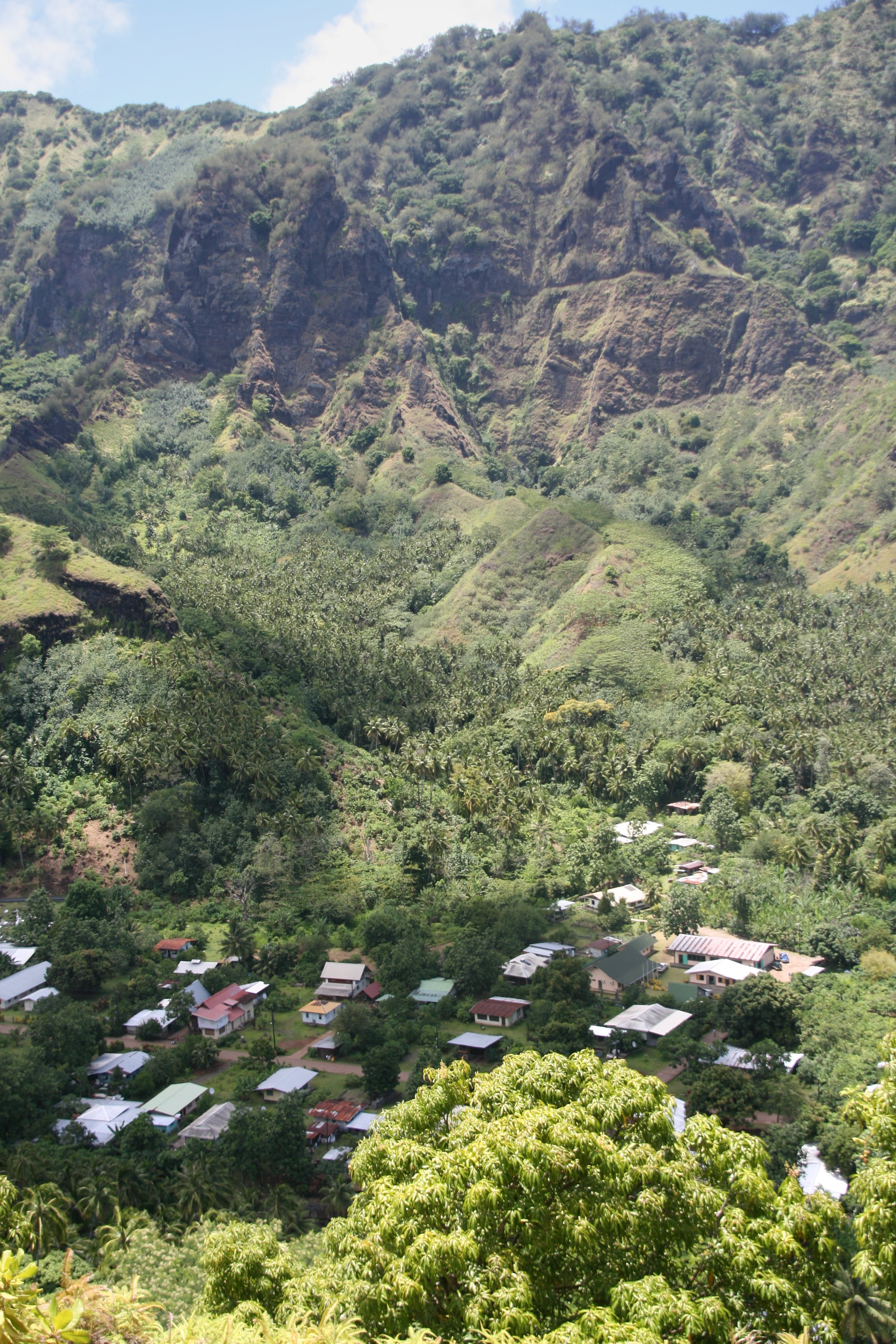
Le village d'Omoa, dans l'île de Fatu Hiva.
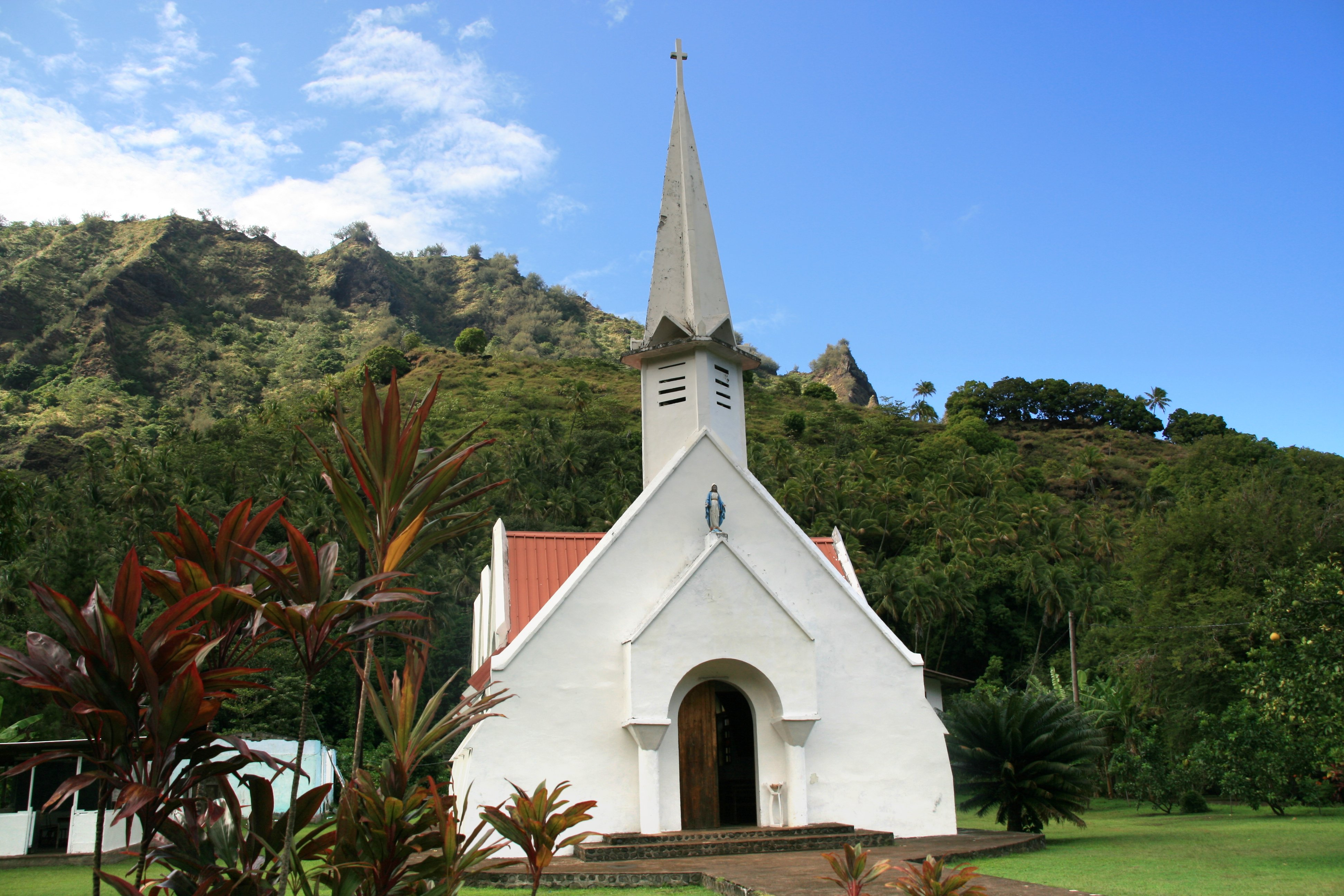
L'église d'Omoa (plusieurs fois mentionnée dans le roman).
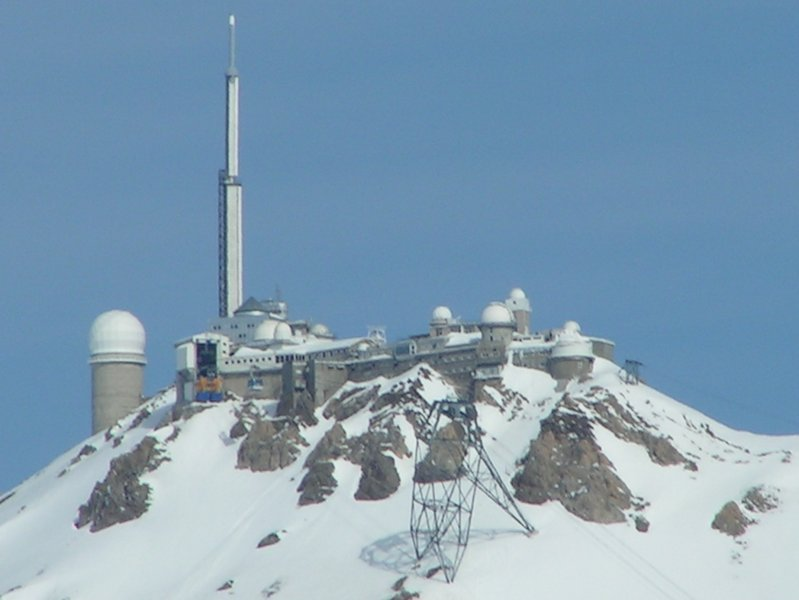
Vue d'ensemble de l'observatoire du Pic du Midi.
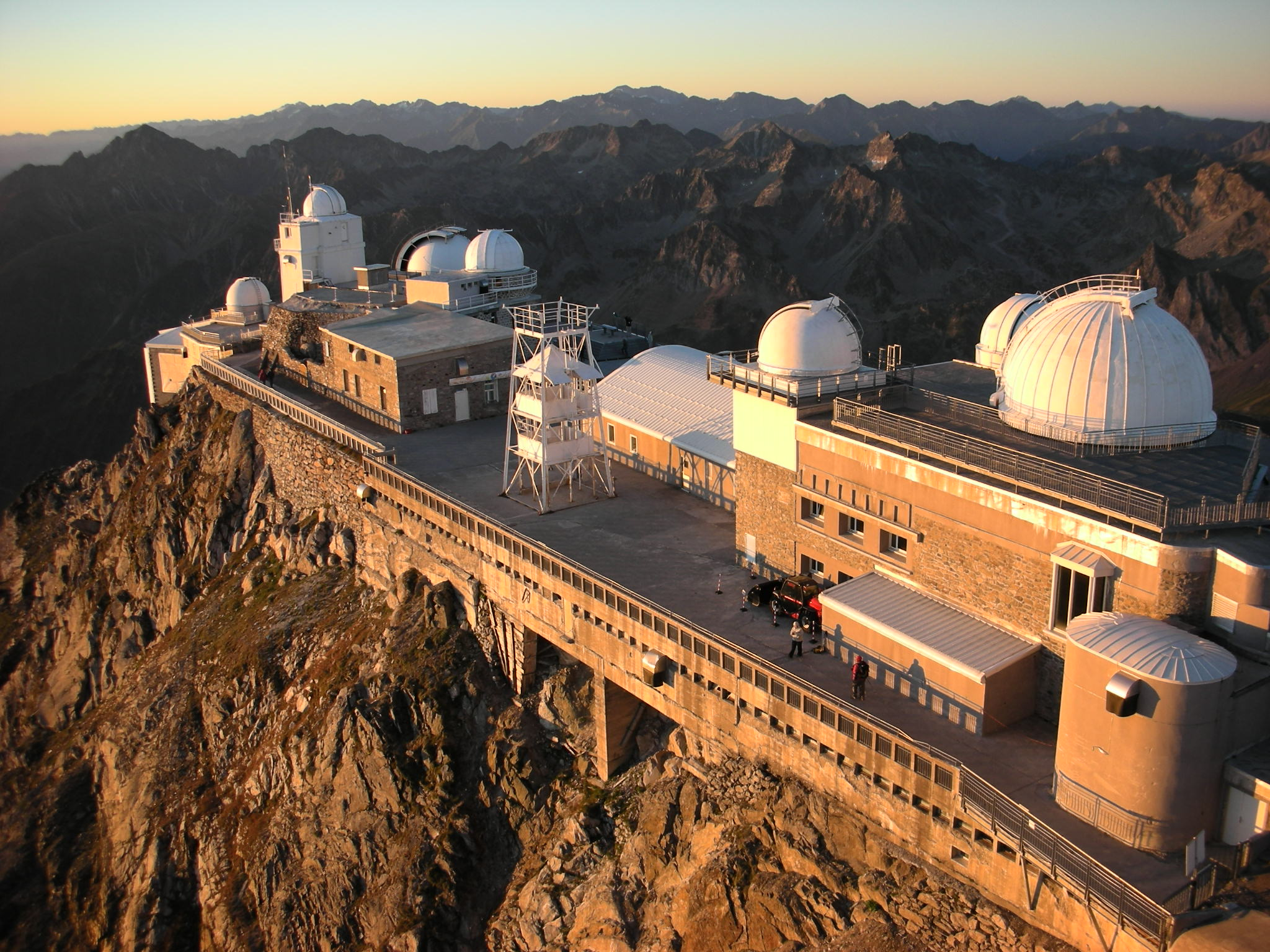
Autre vue de l'observatoire.